# جوسيف تشرني
جوسيف تشرني (بالإنجليزية: Josef Černý)‏ (و. 1939  م) هو لاعب هوكي الجليد من تشيكوسلوفاكيا، والتشيك، شارك في الألعاب الأولمبية الشتوية 1972، والألعاب الأولمبية الشتوية 1964، والألعاب الأولمبية الشتوية 1968، والألعاب الأولمبية الشتوية 1960، مركز لعبه هو جناح ‏.

## روابط خارجية
- جوسيف تشرني على موقع EliteProspects.com (الإنجليزية)
- جوسيف تشرني على موقع Eurohockey.com (الإنجليزية)
- جوسيف تشرني على موقع أوليمبيديا (الإنجليزية)
- جوسيف تشرني على موقع اللجنة الأولمبية التشيكية (التشيكية)